# Castell de la Rodana
El Castell de la Muntanya de la Rodana, situat al municipi d'Almedíxer, comarca de l'Alt Palància, és un monument catalogat (per declaració genèrica) Bé d'Interès Cultural, segons consta a la Direcció General de Patrimoni Artístic de la Generalitat Valenciana.
Es troba a la part més alta de la muntanya anomenada de la Rodana, a uns 684 metres d'altura, es troba a esquena de la localitat d'Almedíxer.

## Història
ES tracta d'un castell que data molt possiblement d'època ibera. Malgrat la seva escassa grandària, la seva ubicació, que el situa al centre de la Serra d'Espadà, li dona un gran valor estratègic. És, doncs, un antic castell, possiblement ocupat com a fortalesa des de temps ibèrics.
Van passar pel castell romans i àrabs, tal com testifiquen les restes de construccions típiques d'aquestes cultures que van poblar la zona, de fet, Almedíxer va ser a partir de 1233 zona de recepció de musulmans que fugien de la Plana de Castelló després de la conquesta de Borriana per les tropes cristianes.
Després de ser conquistada la zona per Jaume I el Conqueridor, en 1238 el monarca va lliurar el castell a Fra Bernat de Bort, comanador d'Alcalá, de l'Orde del Temple, romanent en mans de l'ordre fins a la dissolució de la mateixa en l'any 1312. Va passar en aquell moment de mà en mà de diferents senyors (a Bernat Serra i més tard a Cyrano de Fanfans, sent posteriorment del Senyoriu dels Montcada), acabant en mans de la família Centelles. En 1526 es va produir en els seus voltants la definitiva derrota dels moriscos revoltats enfront de les tropes del duc de Sogorb, Alfons d'Aragó i de Portugal.

## Descripció
El Castell es creu que era de planta irregular molt allargada, i utilitzava les roques del terreny com a part de la construcció.
Avui en dia, es poden apreciar diferents trams del doble emmurallament i la part inferior de la torre més gran. A causa del seu ruïnós estat, només poden observar-se restes de la fortificació al costat nord, on hi ha una paret de factura romana sobre la roca que fa de fonament, i al costat sud, on hi ha una paret completa en forma d'angle, possiblement de factura àrab. La defensa del flanc est i sud la fa la mateixa orografia, en trobar-se sobre un monticle de roca.
També poden apreciar-se restes de fonaments al costat oest, en la part que devia ser l'accés al Castell. Des d'aquest castell es veu el veí Castillet que protegia la població des de l'interior de la vall.